# Pachycephala schlegelii
Sibilante-de-schlegel ou assobiadeira-de-nuca-amarela (Pachycephala schlegelii) é uma espécie de ave da família Pachycephalidae.
Pode ser encontrada nos seguintes países: Indonésia e Papua-Nova Guiné.
Os seus habitats naturais são: regiões subtropicais ou tropicais húmidas de alta altitude.